# Udakendawala Siri Saranankara Thero
Udakendawala Siri Saranankara Thero, bekend als de Venerable ("eerwaarde") Udakendawala Siri Saranankara (7 januari 1902 — 13 november 1966) was een Boeddhistische monnik die zich inzette voor de onafhankelijkheid van Ceylon en voor de wereldvrede.
Udakendawala Siri Saranankara Thero, die als jongen monnik werd en dat levenslang bleef, was een van de stichters van een socialistische partij op Ceylon, deze "United Socialist Party" ging in 1943 op in de Communistische Partij van Sri Lanka. 
De Britse koloniale heersers veroordeelden de monnik, die in Brits-Indië contacten met de Congrespartij had gezocht en protesten tegen de koloniale overheersing van India had georganiseerd, tijdens de Tweede Wereldoorlog tot twee jaar gevangenisstraf. Na de onafhankelijk van Ceylon protesteerde Udakendawala Siri Saranankara Thero tegen de Amerikaanse kernproeven en de Amerikaanse interventie in de Vietnamoorlog.
Hij ontving de Internationale Lenin-Vredesprijs voor de Consolidatie van de Vrede tussen de Volkeren.